# Pedra do Indaiá
Pedra do Indaiá es un municipio brasileño del estado de Minas Gerais. Su población estimada en 2009 era de 5.300 habitantes.